# Europese weg 89
De Europese weg 89 of E89 is een Europese weg die loopt van Gerede in Turkije naar Ankara in Turkije.

## Algemeen
De Europese weg 89 is een Klasse A Noord-Zuid-verbindingsweg en verbindt het Turkse Gerede met het Turkse Ankara en komt hiermee op een afstand van ongeveer 130 kilometer. De route is door de UNECE als volgt vastgelegd: Gerede - Kizilcahamam - Ankara.